# Verkehrsgemeinschaft Landkreis Cham

Logo der Verkehrsgemeinschaft Landkreis Cham

Die Verkehrsgemeinschaft Landkreis Cham (abgekürzt VLC) ist ein Verkehrsverbund im Oberpfälzer Landkreis Cham.

## Gebiet
Der Verbund umfasst das Gebiet des Landkreises Cham mit einer Fläche von 1.509,96 km² und 130.019 Einwohner (Stand 31. März 2007). Es umfasst alle Bus- sowie seit 2002 die drei Bahnstrecken auf diesem Gebiet. Daneben werden Fahrkarten für aus- und einbrechende Fahrten nach Bodenwöhr, Schwandorf und Viechtach angeboten.

## Tarif

Gemeinden die das GUTi (grün) bzw. die VLC-Gästekarte (gelb) eingeführt haben. (Stand 1. Januar 2013)

Das Tarifgebiet ist in konzentrischen Kreisen mit Mittelpunkt Cham (Oberpfalz) aufgeteilt, wobei auf manchen Strecken durch die Siedlungsstruktur Ausnahmen gemacht wurden. Die Fahrpreise ergeben sich aus der Anzahl der durchfahrenen Kreise. Für Fahrten mit den Stadtbussen in Roding und Cham werden Sondertarife erhoben. Ebenso werden für Fahrten nach Bodenwöhr bzw. Schwandorf im Landkreis Schwandorf spezielle Aufpreise verlangt.
Seit dem 1. Juli 2011 gelten die Kurkarten der am Gästeservice-Umweltticket teilnehmenden Gemeinden im Tarifgebiet Bayerwald-Ticket und im VLC als Fahrkarten. Einzige an diesem System teilnehmende Gemeinde des Landkreises Cham ist Lam. Zehn weitere Gemeinden des Landkreises führten die VLC-Gästekarte ein, die nur im VLC als Fahrkarten gelten.

## Unternehmen
Innerhalb des Verkehrsverbundes erbringen private Busunternehmen sowie die DB Regio Bayern Leistungen im ÖPNV.
Folgende Unternehmen gehören außerdem zur Verkehrsgemeinschaft Landkreis Cham:
- Stadtwerke Cham GmbH
- Aschenbrenner Reisen
- Verkehrsunternehmen Johannes Baumgartner
- Bierl-Reisen
- Ederer Omnibusbetrieb
- Gröbner Omnibusbetrieb
- Meixner Touristik
- Multerer Busbetrieb
- Nemmer Omnibusbetrieb
- Pertl GmbH, Tiefenbach
- Busunternehmen Roman Tiller GmbH
- Oberpfalzbahn GmbH
- DB Ostbayernbus
- Hans Lobmeyer, Omnibus- und Mietwagenunternehmen (Inh. Rodinger Verkehrsbetriebe GmbH)
- RBG Regental Bahnbetriebs GmbH
- Stadtwerke Cham
- Die Länderbahn

## Weblink
- Website der Verkehrsgemeinschaft